# St. Joe (Arkansas)
St. Joe est un village situé dans l’État américain de l'Arkansas, dans le comté de Searcy.